# سبأ (شخص)
سبأ أو شبا (بالعبرية: שבא) هو شخصية توراتية ذكر في سفر التكوين، ويعتقد أنه جد السبئيين. ذكر اسمه في عدة مواضع في التوراة واختلف في نسبه. و(سبأ) لقبه واسمه (عبد شمس). 

## نسبه

### النسب لدى العرب
اختلف النسابة في نسب سبأ، فمن جعله إلى إسماعيل، ومن جعله إلى عابر، ومن أقوالهم:
- سبأ بن يشجب بن يعرب بن قحطان بن الهميسع بن تيمن بن نبت بن إسماعيل بن إبراهيم، وهو قول وهب بن منبه ومحمد بن السائب الكلبي والشرقي بن القطامي وابن الكلبي وابن حزم وطائفة من النسابة.[1][2][3][4][5]
- سبأ بن يشجب بن يعرب بن قحطان وهو يقطان بن عابر بن شالخ بن أرفخشذ بن سام بن نوح، وهو قول ابن إسحاق وطائفة.[6]

واختلف النسابة في النسب من قحطان وما بعده، فبعضهم جعله يقطن المذكور في التوراة، وآخرين جعلوه إلى إسماعيل، وفي ذلك قال صاحب الطبقات الكبير:«سبأ - واسمه عامر - وسمي سبأ لأنه أوّل من سبى السبي، وكان يدعى عَبْد شمس من حسنه. ابن يشجب بْن يعرب - وهو المرعف - ابن يقطن، وهو قحطان. وإلى قحطان جماع اليمن. فَمَنْ نسبه إِلَى إِسْمَاعِيل بْن إِبْرَاهِيم ﷺ قَالَ قحطان بْن الهميسع بْن تيمن بْن نبت بْن إِسْمَاعِيل بْن إِبْرَاهِيم. هكذا كان ينسبه هِشَامُ بْنُ مُحَمَّدِ بْنِ السَّائِبِ الْكَلْبِيُّ عَنْ أَبِيهِ. ويذكر عن أَبِيهِ أنّه أدرك أَهْل النسب والعلم ينسبون قحطان إِلَى إِسْمَاعِيل بْن إِبْرَاهِيم». وقال الطبري:«سبأ ابن يشجب بن يعرب بن قحطان، وإلى قحطان جماع نسب اليمن، ثم يختلف في نسب قحطان النسابون، فمنهم من ينسبه إلى إسماعيل بن إبراهيم، فيقول: هو قحطان بن الهميسع بن تيمن بن نبت بن إسماعيل بن إبراهيم، كذلك كان هشام بن محمد ينسبه، ويذكر عن أبيه انه أدرك أهل النسب والعلم ينسبون قحطان كذلك ومنهم من يقول هو: قحطان بن فالغ بن عابر بن شالخ- قيل بالخاء والحاء- بن أرفخشد بن نوح».
أما أبو المنذر الصحاري فيقول: «إلى قحطان جماع اليمن، فمن نَسَبه إلى إسماعيل بن إبراهيم قال: قحطان بن الهَميْسَع بن تَيْمن بن نَبْت بن إسماعيل بن إبراهيم. هكذا كان ينسبه هشام بن محمد بن السائب الكلبي، وكان يذكر قال له أبوه: إنه أدرك أهلَ العلم بالنسب ينسبون قحطان إلى إسماعيل بن إبراهيم عليهما السلام. فأما مَنْ نَسَبه إلى غير ذلك من حملة علم الأنساب فإنه يقول قحطان بن عابر، وهو هود نبي الله عليه السلام بن عبد الله وهو شالخ بن أخنوخ بن الخلود بن عاد بن عوص بن إرم بن سام بن نوح». وقال أبو القاسم المغربي:«سئل وهب بن منبه عن اليمانية، وهل أبوهم: هود؟ فقال: لا. ولكن وقعت  الفتن  بين العرب، وفخرت مُضر بأبيها إسماعيل، فادعت اليمن هوداً ليكون لهم أب  من الأنبياء. وقحطان بن عَابَر، قوم انقرضوا، وهم: قحطان الأُولى. وأما قحطان فهو: قحطان بن الهَمَيْسَع بن تَيْمَن بن نابت بن إسماعيل».
وذكر البلاذري أن هشام الكلبي كان يقول أن أبيه محمد بن السائب الكلبي والشرقي بن القطامي يقولان: «قحطان بن الهميسع بن تيمن بن نبت بن قيذار - وهو قيدر - وكان قيدر صاحب إبل إسماعيل. واسمه مشتق من ذلك. وهو ابن إسماعيل عليه السلام بن إبراهيم». وقال المبرد:«قحطان عند أهل العلم، فهو ابن الهميسع بن تيمن بن نبت بن قيذار بن إسماعيل». وذكر البلاذري عن محمد بن السائب الكلبي ومالك بن يخامر وغيره قالوا:«وحصرموت وهو حضر موت، وشالاف وهو السلف، والموذاذ وهو الموذ، بنو يقظان ابن عابر بن شالخ بن أرفخشذ بن سام بن نوح. وثمود، وجديس بن إرم بن نوح. ويقظان هو يقطن في قول بعضهم...رجل ولد السلف في حمير، فقالوا: نحن بنو السلف بن حمير ابن سبأ بْن يشجب بْن يعرب بْن قحطان. قال بنو لوذ: نحن بنو لوذ بن سبأ بن يشجب ابن يعرب. ودخلوا في حمير فانضموا إليه على هذا النسب...وعن مالك بن يخامر قال: قال رسول الله ﷺ الله: العرب كلها بنو إسماعيل بن إبراهيم، إلا أربع قبائل، إلا السلف ، والأوزاع ، وحضرموت ، وثقيف».
ومع الخلاف في نسبة قحطان إلى إسماعيل أو عابر، إلا أن الأحاديث النبوية عن الرسول ﷺ تقول أن سبأ رجل، وجاء في حديث صححه الحاكم والألباني ورواة الترمذي في السنن، وقال: «قالَ رجلٌ: يا رسولَ اللَّهِ، وما سَبأٌ، أرضٌ أو امرأةٌ؟ قالَ: ليسَ بأرضٍ ولا امرأةٍ، ولَكِنَّهُ رجلٌ ولدَ عشرةً منَ العربِ فتيامنَ منهم ستَّةٌ، وتشاءمَ منهم أربعةٌ. فأمَّا الَّذينَ تشاءموا فلَخمٌ، وجُذامُ، وغسَّانُ، وعامِلةُ، وأمَّا الَّذينَ تيامنوا: فالأزدُ، والأشعرون ، وحِميرٌ، وَكِندةُ ومَذحِجٌ، وأنمارٌ. فقالَ رجلٌ: يا رسولَ اللَّهِ، ما أنمارٌ؟ قالَ: الَّذينَ منهم خثعَمُ، وبَجيلةُ».

### نسبه في التوراة
وردت «سبأ» و«شبا» في أسفار التوراة، وذكرت «شبا» من أبناء اليقطانيين. ولكننا نرى التوراة تجعل «شبا» في موضع آخر ابناً ل يقشان، ويقشان هو ابن إبراهيم من زوجته قطورة، وهو شقيق إسماعيل من أبيه. فسبأ هنا من نسل شعب آخر يختلف «سبأ» اليقطانيين. ونراها تذكر «سبأ» بالسين المهملة في جملة أبناء كوش. والمعروف إن المراد من «كوش» عند العبرانيين الحاميون، أي الشعوب الإفريقية. وذكرت في ثلاث مواضع، هي الآتي:
1. سبا (بالعبرية: סבא) من كوش بن حام بن نوح. وجاء في (سفر التكوين 10: 7): «بَنُو كُوشَ: سَبَا، وَحَوِيلَةُ، وَسَبْتَةُ، وَرَعْمَةُ، وَسَبْتَكَا. وَبَنُو رَعْمَةَ: شَبَا وَدَدَانُ».
2. شبا (بالعبرية: שבא) بن يقطان بن عابر بن شالخ بن أرفخشذ بن سام بن نوح. وجعلت التوراة ل يقطان أولاداً، عدتهم فيها ثلاثة عشر ولداً، وجاء في (سفر التكوين 10: 25-31): «يَقْطَانُ وَلَدَ: أَلْمُودَادَ، وَشَالَفَ، وَحَضَرْمَوْتَ، وَيَارَحَ، وَهَدُورَامَ، وَأُوزَالَ، وَدِقْلَةَ، وَعُوبَالَ، وَأَبِيمَايِلَ، وَشَبَا، وَأُوفِيرَ، وَحَوِيلَةَ، وَيُوبَابَ. جَمِيعُ هؤُلاَءِ بَنُو يَقْطَانَ. وَكَانَ مَسْكَنُهُمْ مِنْ مِيشَا حِينَمَا تَجِيءُ نَحْوَ سَفَارَ جَبَلِ الْمَشْرِقِ».
3. شبا (بالعبرية: שבא) بن يقشان بن إبراهيم، وجاء في (سفر التكوين 25: 1 - 3):«وَعَادَ إِبْرَاهِيمُ فَأَخَذَ زَوْجَةً اسْمُهَا قَطُورَةُ، فَوَلَدَتْ لَهُ: زِمْرَانَ، وَيَقْشَانَ، وَمَدَانَ، وَمِدْيَانَ، وَيِشْبَاقَ، وَشُوحًا. وَوَلَدَ يَقْشَانُ: شَبَا، وَدَدَانَ».

## القبائل المَنسوبة لسبأ
1. مذحج
2. طيء
3. كندة
4. الأزد
5. الأشعريون
6. أنمار
7. حِميَر
8. لخم
9. جذام
10. عاملة
11. هَمْدان

هناك عدد قليل من الصحابة والفقهاء ورواة الأحاديث في القرنين الأول والثاني ممن حملوا لقب «السبئي»:
- أبيض بن حمال المأربي السبئي [17]
- روح بن زنباع السبئي
- عمارة بن شبيب السبئي
- عمرو بن عمرو السبئي
- مالك بن هبيرة بن خالد السبئي
- معيقيب السبئي
- هبيرة بن أسعد بن كهلان السبئي
- إبراهيم بن نصر السبئي
- اسميفع بن وعلة بن يعفر بن سلامة بن شرحبيل بن علقمة السبئي الحميري
- أزهر بن عبد الله بن يزيد السبئي
- أيوب بن إبراهيم السبئي
- أسد بن عبد الرحمن السبئي الاندلسي
- حنش بن عبد الله أبن عمرو السبئي الصنعاني
- سليمان بن أبي زينب السبئي
- سعيد بن أبيض بن حمال السبئي
- سهل بن علقمة السبئي
- سعيد بن أبي شمر السبئي
- سلمة بن سعيد بن منصور بن حنش السبئي
- سليمان بن بكار بن سليمان بن ابي زينب السبئي
- صالح بن خيوان السبئي الخولاني
- علي بن وعلة السبئي
- عبد الرحمن بن مالك السبئي
- عبيد الله بن المغيرة بن معيقيب السبئي
- عبد الله بن هبيرة بن اسعد بن كهلان السبئي
- عبد الله بن يحيى بن معاوية بن عزيز بن ذي هجران السبئي
- عمرو بن بحري السبئي
- أبو عبد الله السبئي
- فرج بن سعيد السبئي المأربي المرادي
- فطيس السبئي
- القاسم بن ابي القاسم قزمان السبئي
- نعيم بن سلامة السبئي
- هزان بن سعيد السبئي
- يحيى بن قيس السبئي الحميري
- أبو أسحاق إبراهيم بن هلال السبئي
- عبد الله بن وهب السبئي

## سبأ في التراث العربي
هو عبد شمس بن يشجب بن يعرب بن قحطان، سُمي بسبأ والرائش، وقيل أنه كان مسلمًا وقيل بل نبي يوحى إليه مستشهدين بقصيدة له على وزن شعر العربية الفصحى؛ يبشر فيها بقدوم النبي محمد ﷺ، قال وهب بن منبه غزى سبأ أرمينية بني يافث ومصر وبابل والشام والمغرب، وكان سبأ يؤسس المدن في مسار حملاته ففي إحدى غزواته رأى رؤية في المنام أنه يبني مصرًا بين البحرين لتكون حلقة وصل بين المشرق والمغرب، فلما أفاق من نومه أخبر مستشاريه برؤياه؛ فقالوا له «نعم الرأي أيها الملك»، فبنى مصر بين البحرين كما رأى في المنام تمامًا وولى عليها ابنه بابليون، وعاد إلى اليمن ليبني السد الذي يقال أنه ذكر في القرآن، وقيل أنه كان لايذكر بلد عنده إلا وقصده فتغلب عليه وسبي أهله حتى قال أهل زمانه: «لقد مَلَكَ الآفاقَ من حيثُ شرقها...إلى الغربِ منها عبدُ شمسِ بن يشجبِ»، وهو أول من لبس التاج، بلغت فترة حكمه 484 عام وقيل 500 عام، توفي عن عمر ناهز 570 عام، ثم لما اقترب أجله نادى ولده حمير وأوصاه خيرًا..الخ.

## من شعر سبأ
- القصيدة التي اوصى فيها ابنه بابليون:[21]

ألا قل لبابليون والقول حكمة
ملكت زمام الشرق والغرب فأجمل
وخذ لبني حام من الأمر وسطه
فإن صدفوا يوماً عن الحق فاقتل
وإن جنحوا بالقول للرفق طاعة
يريدون وجه الحق والعدل فاعدل
ولا تظهرن الرأي في الناس يجتروا
عليك به واجعله ضربة فيصل
ولا تأخذن المال من غير وجهه
فإنك أن تأخذه بالرفق تسهل
ولا تتلفن المال في غير حقه
وأن جاء مالا بد منه فابذل
وداو ذوي الاحقاد بالسيف انه
متى يلق منك السيف ذو الحقد يعقل
وخذ لذوي الإحسان لينا وشدة
ولا تك جبارا عليهم وأمهل
- القصيدة التي بشر فيها ببعثة النبي:[18]

سيملك بعدنا ملكا عظيما نبى لا يرخص في الحرام
ويملك بعده منهم ملوك يدينون العباد بغير ذام
ويملك بعدهم منا ما ملوك
يصير الملك فينا باقتسام
ويملك بعد قحطان نبى تقى جبينه خير الأنام
يسمى أحمدا يا ليت أنى
أعمر بعد مبعثه بعام
فأعضده وأحبوه بنصرى بكل مدجج وبكل رام